# Avinurme
Avinurme (em estoniano:  Avinurme vald) é um município rural estoniano localizado na região de Ida-Virumaa.